# زمین‌لرزه ۲۲ ژوئن ۱۹۳۲ مکزیک
زمین‌لرزه مکزیک  در تاریخ ۲۲ ژوئن ۱۹۳۲ میلادی، برابر با ‎۱ تیر ۱۳۱۱، ساعت ۱۲:۵۹:۳۱ به زمان یوتی‌سی در مکزیک منطقهٔ خالیسکو رخ داد. ژرفای این زلزله ۲۵ کیلومتر بود. بزرگی آن ۶٫۹ در مقیاس ریشتر اعلام شده‌است. زمین‌لرزه به وقت محلی در روز چهارشنبه، ساعت ۵ روی داده و منطقه زمانی آن یوتی‌سی -۷ بوده‌است (با لحاظ تغییر ساعت تابستانی).
سازمان زمین‌شناسی آمریکا نیز جای این زمین‌لرزه را در مختصات ۱۹°۰۰′شمالی ۱۰۴°۳۰′غربی / ۱۹°شمالی ۱۰۴٫۵°غربی و بزرگی آنرا برابر با ۶٫۹ در مقیاس ریشتر اعلام کرده‌است. 
تعداد زخمیان ۱۰۰ نفر برآورده شده‌است.سونامی نیز در این زلزله گزارش شده‌است.